# Liste der Einträge im National Register of Historic Places im Skagit County
Diese Liste der Einträge im National Register of Historic Places im Skagit County enthält alle im Skagit County, Washington in das National Register of Historic Places eingetragenen Gebäude, Bauwerke, Objekte, Stätten oder historischen Distrikte.
Diese Liste entspricht dem Bearbeitungsstand des National Park Service/National Register of Historic Places vom 23. August 2024.

## Legende
| NRHP | Historic Place             |
| HD   | National Historic District |
| NHL  | National Historic Landmark |

## Aktuelle Einträge
| [ 2 ] | Name                                                    | Bild                                        | Eintragsdatum                  | Lage | Ort           | Beschreibung |
| ----- | ------------------------------------------------------- | ------------------------------------------- | ------------------------------ | --- | ------------- | ------------ |
| 1     | Anacortes Public Library                                | weitere Bilder                              | 21. Okt. 1977 ID-Nr. 77001357  | 1305 8th St. 48° 30′ 56″ N, 122° 36′ 59″ W                                                                    | Anacortes     |              |
| 2     | Backus-Marblemount Ranger Station House No. 1009        | weitere Bilder                              | 10. Feb. 1989 ID-Nr. 88003462  | Ranger Station Rd., nördlich am WA 20 48° 32′ 25″ N, 121° 26′ 56″ W                                           | Marblemount   |              |
| 3     | Backus-Marblemount Ranger Station House No. 1010        | weitere Bilder                              | 10. Feb. 1989 ID-Nr. 88003463  | Ranger Station Rd. nördlich am WA 20 48° 32′ 28″ N, 121° 26′ 51″ W                                            | Marblemount   |              |
| 4     | Baker River Bridge                                      | weitere Bilder                              | 4. Mai 1976 ID-Nr. 76001906    | am WA 17A, über den Baker River 48° 32′ 28″ N, 121° 44′ 34″ W                                                 | Concrete      |              |
| 5     | Bethsaida Swedish Evangelical Lutheran Church Parsonage | weitere Bilder                              | 6. Dez. 1990 ID-Nr. 90001863   | 1754 Chilberg Rd., Pleasant Ridge 48° 23′ 29″ N, 122° 26′ 32″ W                                               | La Conner     |              |
| 6     | Burlington Carnegie Library                             | Burlington Carnegie Library                 | 3. Aug. 1982 ID-Nr. 82004286   | 901 Fairhaven St. 48° 28′ 33″ N, 122° 19′ 18″ W                                                               | Burlington    |              |
| 7     | Burrows Island Light Station                            | Burrows Island Light Station                | 9. Aug. 2024 ID-Nr. 100010694  | westliche Küste der Burrows Island 48° 28′ 41,2″ N, 122° 42′ 49″ W                                            | Anacortes     |              |
| 8     | California Fruit Store                                  | weitere Bilder                              | 5. Nov. 1987 ID-Nr. 87001949   | 909 Third St. 48° 31′ 13″ N, 122° 36′ 37″ W                                                                   | Anacortes     |              |
| 9     | Causland Park                                           | weitere Bilder                              | 7. Mai 1981 ID-Nr. 81000589    | 8th St. und M Ave. 48° 30′ 59″ N, 122° 36′ 55″ W                                                              | Anacortes     |              |
| 10    | Deception Pass                                          | weitere Bilder                              | 16. Juli 1982 ID-Nr. 82004285  | Rte. 20 48° 24′ 31″ N, 122° 38′ 37″ W                                                                         | Anacortes     |              |
| 11    | Fraternal Order of Eagles Hall-Anacortes                | weitere Bilder                              | 19. Dez. 2019 ID-Nr. 100004790 | 901 Seventh St. 48° 30′ 59,8″ N, 122° 36′ 40,7″ W                                                             | Anacortes     |              |
| 12    | Gilbert’s Cabin                                         | weitere Bilder                              | 10. Feb. 1989 ID-Nr. 88003453  | Cascade River Rd., westlich vom Gilbert Creek 48° 29′ 19″ N, 121° 5′ 20″ W                                    | Stehekin      |              |
| 13    | Great Northern Depot                                    | weitere Bilder                              | 5. Nov. 1987 ID-Nr. 87001935   | R Ave. und Seventh St. 48° 31′ 2″ N, 122° 36′ 28″ W                                                           | Anacortes     |              |
| 14    | Hidden Lake Peak Lookout                                | weitere Bilder                              | 14. Juli 1987 ID-Nr. 87001184  | Mt. Baker Ranger District 48° 29′ 44″ N, 121° 12′ 15″ W                                                       | Marblemount   |              |
| 15    | La Conner Historic District                             | weitere Bilder                              | 24. Apr. 1974 ID-Nr. 74001977  | zwischen der 2nd, Morris und Commercial Sts. am Snohomish Channel 48° 23′ 25″ N, 122° 29′ 46″ W               | La Conner     |              |
| 16    | LA MERCED                                               | weitere Bilder                              | 17. Apr. 1990 ID-Nr. 90000588  | Anacortes Waterfront an der Oakes Ave. 48° 30′ 42″ N, 122° 38′ 45″ W                                          | Anacortes     |              |
| 17    | Lincoln Theater and Commercial Block                    | weitere Bilder                              | 5. Nov. 1987 ID-Nr. 87001987   | 301-329 Kincaid St. und 710-740 First St. 48° 25′ 4″ N, 122° 20′ 14″ W                                        | Mount Vernon  |              |
| 18    | Lower Baker River Hydroelectric Power Plant             | Lower Baker River Hydroelectric Power Plant | 17. Juli 1990 ID-Nr. 88002736  | Baker River am südlichen Ende des Shannan Lake 48° 32′ 53″ N, 121° 44′ 24″ W                                  | Concrete      |              |
| 19    | Marine Supply and Hardware Complex                      | Marine Supply and Hardware Complex          | 5. Nov. 1987 ID-Nr. 87001943   | 202-218 Commercial Ave. und 1009 Second St. 48° 31′ 14″ N, 122° 36′ 42″ W                                     | Anacortes     |              |
| 20    | Birdsey D. Minkler House                                | Birdsey D. Minkler House                    | 1. Dez. 1988 ID-Nr. 88002745   | 201 S. Main St. 48° 31′ 31″ N, 122° 3′ 30″ W                                                                  | Lyman         |              |
| 21    | Northern State Hospital                                 | Northern State Hospital                     | 20. Dez. 2010 ID-Nr. 10001043  | zwischen dem Thompson Drive, Hemlick Dr., Hub Dr. und nördlich der Mosier Rd. 48° 31′ 50″ N, 122° 12′ 23,7″ W | Sedro-Woolley |              |
| 22    | President Hotel                                         | President Hotel                             | 13. Dez. 2010 ID-Nr. 10001021  | 310 Myrtle St. 48° 25′ 7″ N, 122° 20′ 17″ W                                                                   | Mount Vernon  |              |
| 23    | Rock Cabin                                              | weitere Bilder                              | 10. Feb. 1989 ID-Nr. 88003457  | Fisher Creek Trail, südlich vom Diablo Lake 48° 34′ 42″ N, 120° 59′ 47″ W                                     | Diablo        |              |
| 24    | Semar Block                                             | Semar Block                                 | 5. Nov. 1987 ID-Nr. 87001967   | 501 Q Ave. 48° 31′ 7″ N, 122° 36′ 33″ W                                                                       | Anacortes     |              |
| 25    | Skagit City School                                      | weitere Bilder                              | 15. Juli 1977 ID-Nr. 77001358  | südlich des Mount Vernon an der Moore Rd. 48° 22′ 12″ N, 122° 21′ 59″ W                                       | Mount Vernon  |              |
| 26    | Swamp-Meadow Cabin East                                 | weitere Bilder                              | 10. Feb. 1989 ID-Nr. 88003456  | Thunder Creek Trail, südlich vom Diablo Lake 48° 34′ 44″ N, 121° 1′ 5″ W                                      | Diablo        |              |
| 27    | Swamp-Meadow Cabin West                                 | weitere Bilder                              | 10. Feb. 1989 ID-Nr. 88003455  | Thunder Creek Trail 48° 34′ 44″ N, 121° 1′ 5″ W                                                               | Diablo        |              |
| 28    | US Post Office-Sedro Woolley Main                       | weitere Bilder                              | 7. Aug. 1991 ID-Nr. 91000655   | 111 Woodworth St. 48° 30′ 16″ N, 122° 14′ 18″ W                                                               | Sedro-Woolley |              |
| 29    | W. T. PRESTON (snagboat)                                | weitere Bilder                              | 16. März 1972 ID-Nr. 72001270  | Anacortes waterfront und R Ave. 48° 30′ 59″ N, 122° 36′ 29″ W                                                 | Anacortes     |              |
| 30    | Wilson Hotel                                            | weitere Bilder                              | 15. Dez. 2004 ID-Nr. 04001369  | 804 Commercial Ave. 48° 31′ 3″ N, 122° 36′ 47″ W                                                              | Anacortes     |              |